# Dab in the Middle
Dab in the Middle је четврти албум српског рок бенда Смак, објављен 1978. године.

## Списак песама
| #  | Назив | Аутор(и) | Трајање |
| -- | ----- | -------- | ------- |
| 1. |       |          | 3:33    |
| 2. |       |          | 4:03    |
| 3. |       |          | 6:10    |
| 4. |       |          | 5:03    |
| 5. |       |          | 3:52    |
| 6. |       |          | 4:02    |
| 7. |       |          | 11:11   |

## Особље
- Борис Аранђеловић - вокал
- Радомир Михајловић „Точак“ - гитара
- Тибор Леви - клавијатуре
- Зоран Милановић - бас-гитара
- Слободан Стојановић „Кепа“ - бубњеви

### Гост
- Дејвид Мос